# سیناخارا
سیناخارا (به اسپانیایی: Cinajara) یک کوه در پرو است. سیناخارا ۵٬۴۷۱ متر بالاتر از سطح دریا واقع شده‌است.